# Stade de la Source
O Stade de la Source esta localizado em Orléans, Franca.O US Orléans na Ligue 2 2014-15 manda seus jogos nesse estádio.

## Galeria

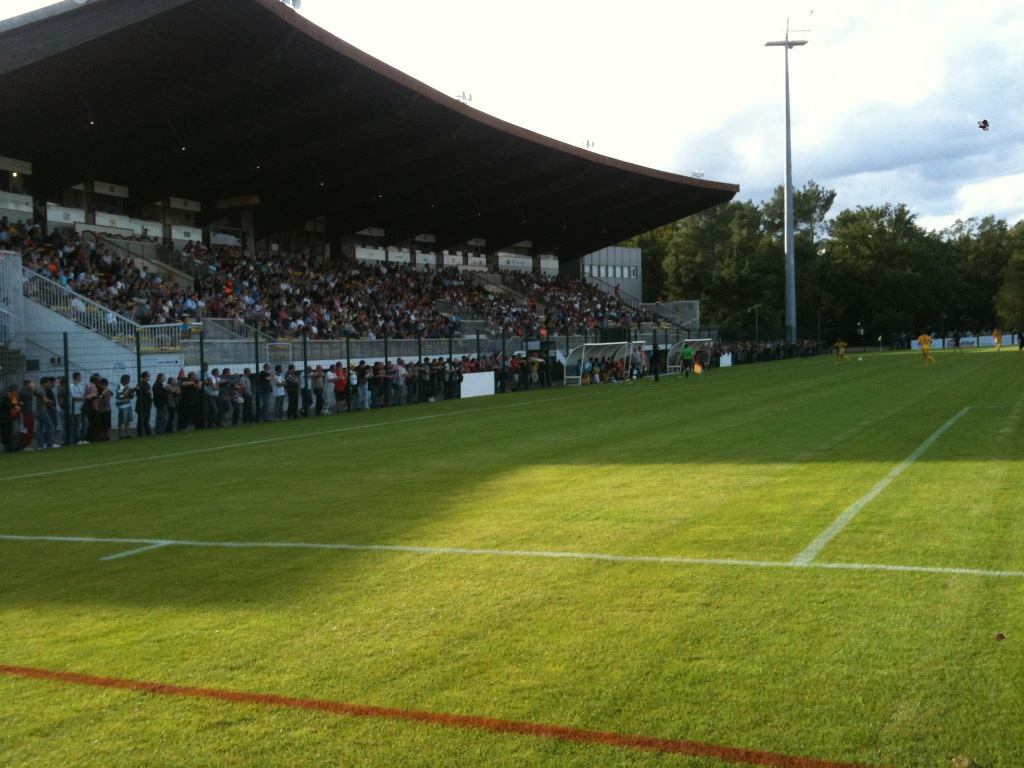
Tribune principale
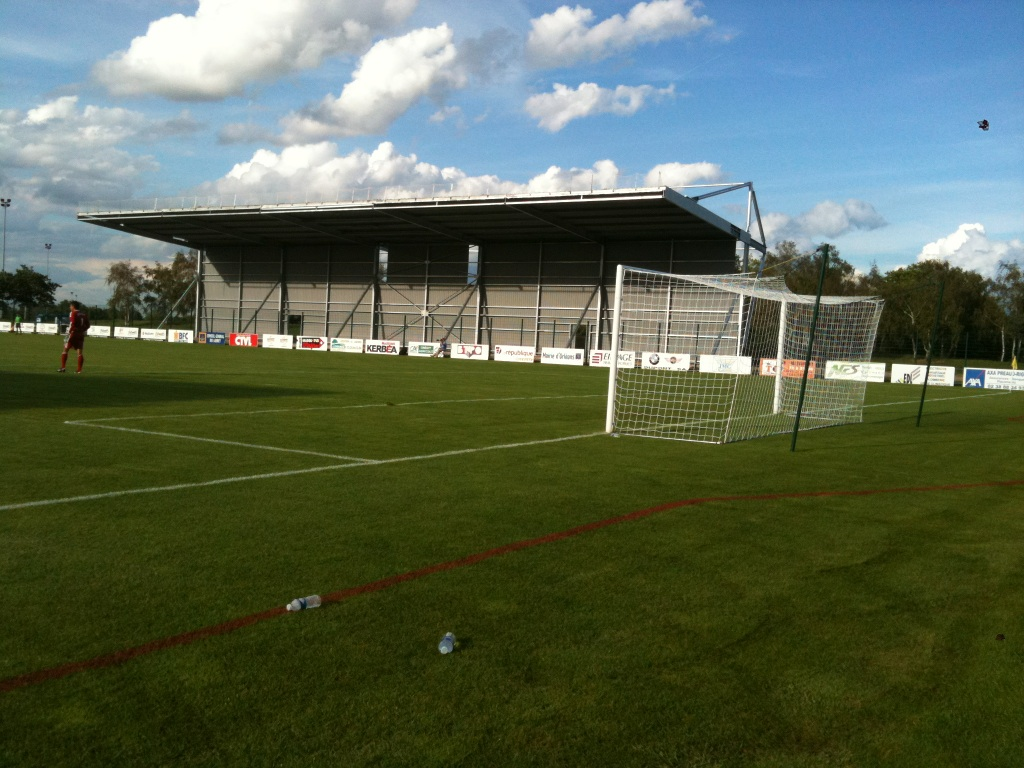
Arquibancada Marc Vagner em construção
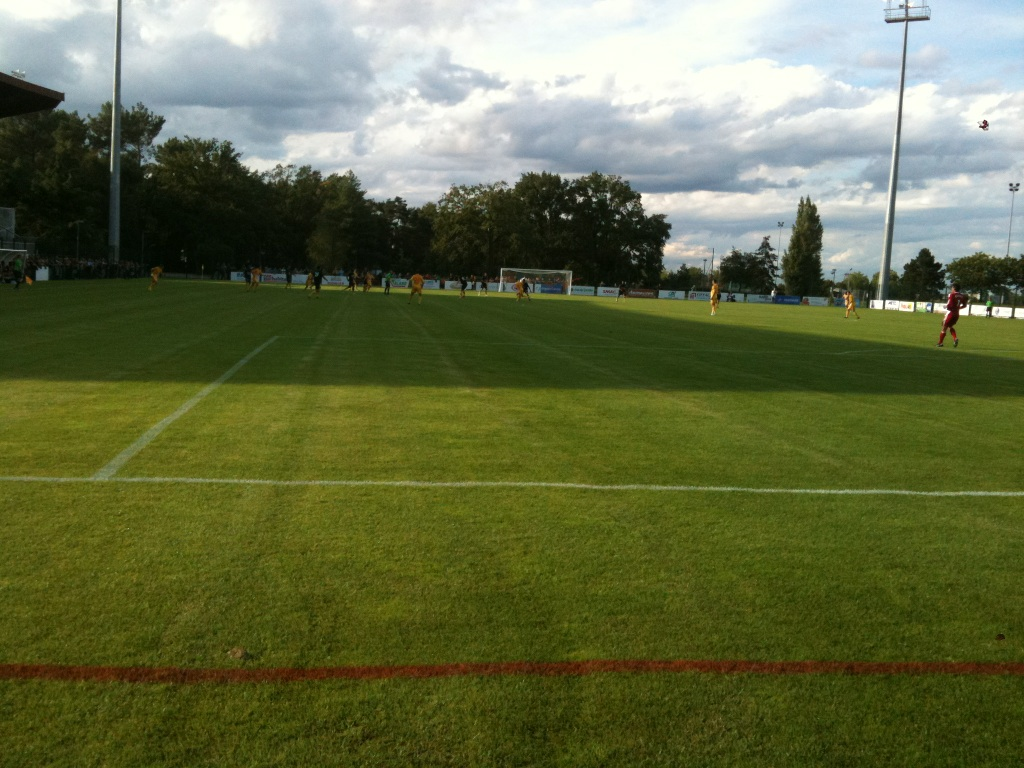